# Woodbridge N. Ferris
Woodbridge Nathan Ferris, född 6 januari 1853 i Tioga County, New York, död 23 mars 1928 i Washington, D.C., var en amerikansk demokratisk politiker. Han var guvernör i delstaten Michigan 1913–1917. Han representerade Michigan i USA:s senat från 1923 fram till sin död.
Ferris studerade medicin vid University of Michigan. Han gifte sig 1874 med Helen Francis Gillespie. Han grundade 1884 Big Rapids Industrial School (numera Ferris State University) i Big Rapids där han sedan tjänstgjorde som rektor.
Ferris besegrades av republikanen John Avery i kongressvalet 1892. Han förlorade sedan guvernörsvalet 1904 mot Fred M. Warner. Ferris vann guvernörsvalet 1912 och efterträdde Chase Osborn som guvernör den 1 januari 1913. Osborn, som inte hade ställt upp för omval år 1912, bestämde sig för att utmana Ferris i guvernörsvalet 1914. Ferris vann valet.
Ferris efterträddes den 1 januari 1917 som guvernör av Albert Sleeper. Ferris hustru avled några månader senare. År 1921 gifte han om sig med Mary Ethel McCloud.
Ferris förlorade guvernörsvalet 1920 mot Alex Groesbeck men i senatsvalet 1922 lyckades han besegra ämbetsinnehavaren Charles E. Townsend.
Senator Ferris avled 1928 i ämbetet och gravsattes på Highland View Cemetery i Big Rapids.